# 布爾弗羅格瓦利 (阿肯色州)
布爾弗羅格瓦利（英語：Bullfrog Valley）是位於美國阿肯色州波普縣的一個非建制地區。該地的面積和人口皆未知。

## 地理
布爾弗羅格瓦利的座標為35°31′08″N 93°12′46″W / 35.51889°N 93.21278°W，而該地的平均海拔高度為204米（即669英尺）。